# البطولة الوطنية للرأس الأخضر 2007
البطولة الوطنية للرأس الأخضر 2007 (بالبرتغالية: Campeonato Cabo-Verdiano de Futebol de 2007) هو الموسم 28 من البطولة الوطنية للرأس الأخضر. كان عدد الأندية المشاركة فيه 12، وفاز فيه Sporting Clube da Praia ‏.